# Minerve-Klasse (1756)
Die Minerve-Klasse war eine Klasse von zwei 30-Kanonen-Fregatten 5. Ranges der französischen Marine, die von 1756 bis 1762 in Dienst stand.

## Allgemeines
Die Klasse wurde von dem Marinearchitekten Jacques-Luc Coulomb 1754 entworfen und unter der Bauaufsicht von Joseph-Marie-Blaise Coulomb im Marinearsenal von Toulon zwischen 1754 und 1757 gebaut.

## Einheiten
| Name    | Bauwerft          | Bestellung       | Kiellegung | Stapellauf       | Indienststellung | Verbleib                                                                              |
| ------- | ----------------- | ---------------- | ---------- | ---------------- | ---------------- | ------------------------------------------------------------------------------------- |
| Minerve | Arsenal de Toulon | 17. Februar 1754 | Mai 1754   | 15. Februar 1756 | Juli 1756        | Am 27. Oktober 1762 bei Villefranche verloren gegangen                                |
| Oiseau  | Arsenal de Toulon | 3. März 1754     | Juni 1754  | 25. April 1757   | Juli 1757        | Am 23. Oktober 1762 durch die britische Marine gekapert aber nicht in Dienst gestellt |

## Technische Beschreibung
Die Klasse war als Batterieschiff mit einem durchgehenden Geschützdeck konzipiert und hatte eine Länge von 38,98 Metern  (Geschützdeck), eine Breite von 10,29 Metern und einen Tiefgang von 5,31 Metern bei einer Verdrängung von 500/900 Tonnen. Sie waren Rahsegler mit drei Masten (Fockmast, Großmast und Kreuzmast).
Die Besatzung hatte eine Stärke von 247 Mann (6 bzw. 7 Offiziere und 240 Unteroffiziere bzw. Mannschaften). Die Bewaffnung bestand aus 30 Kanonen.
|        | Batteriedeck   | Backdeck | Achterdeck    | Kanonen (Geschossgewicht) |
| ------ | -------------- | -------- | ------------- | ------------------------- |
| Design | 26 × 8-Pfünder | –        | 4 × 4-Pfünder | 30 Kanonen (54,824 kg)    |